# Gotones

Los pueblos germánicos en torno al año 50 a. C.

Los gotones (Gotoni) fueron una tribu germánica que aparece en la historia en el siglo I a. C., durante el período de conquista por Druso el Mayor y el inicio del Imperio Romano, en la margen derecha del Elba, en la región que actualmente es parte del Estado federado alemán de Mecklenburg-Vorpommern, siendo incorporada al Imperio, al este traspasar el Elba. 